# Géo Forster
Georges Amédée Forster dit Géo Forster, est un acteur et un pianiste français, né le 1er décembre 1898 à Saint-Maur-des-Fossés (Seine, aujourd'hui Val-de-Marne) et mort dans la même ville le 20 septembre 1968.

## Biographie
Géo Forster a participé, en tant que second rôle, à de nombreux films des années 1930 et 1940.
Il était spécialisé dans les personnages de mondains, parfois efféminés. Il fait ainsi partie des invités du marquis de la Chesnaye, lors du week-end au domaine de la Colinière, dans le film La Règle du jeu de Jean Renoir. Dans Le Schpountz, de Marcel Pagnol, Géo Forster joue, en alternance avec Pierre Brasseur, le rôle de Cousine,. Sa carrière cinématographique s'arrête au milieu des années cinquante. Il est probable que ses courtes apparitions à l'écran ne lui assuraient qu'un revenu de complément. Il était également pianiste et accompagnateur, notamment de la chanteuse Damia.
Il était le frère de Maurice Forster, directeur de la photographie actif entre 1917 et 1937, et de Roger Forster (1902-1984), photographe de plateau actif entre 1925 et 1971.

## Filmographie
- 1931 : Je serai seule après minuit de Jacques de Baroncelli
- 1931 : Mam'zelle Nitouche de Marc Allégret
- 1931 : Les Vagabonds magnifiques de Gennaro Dini
- 1934 : Zouzou de Marc Allégret : un boy de la revue
- 1934 : Le Voyage de monsieur Perrichon de Jean Tarride
- 1934 : Le Billet de mille de Marc Didier
- 1937 : La Dame de pique de Fédor Ozep[4]
- 1937 : Les Perles de la couronne de Sacha Guitry et Christian-Jaque : un muscadin[5]
- 1938 : L'Accroche-cœur de Pierre Caron
- 1938 : Mon oncle et mon curé de Pierre Caron
- 1938 : Le Schpountz de Marcel Pagnol : Cousine[1],[2]
- 1939 : Métropolitain de Maurice Cam
- 1939 : La Règle du jeu de Jean Renoir : l'homosexuel
- 1940 : Sans lendemain de Max Ophüls : un danseur
- 1941 : La Nuit fantastique de Marcel L'Herbier : un dîneur
- 1941 : Premier bal de Christian-Jaque
- 1942 : Croisières sidérales d'André Zwoboda : un homme à la gare sidérale
- 1942 : L'Âge d'or de Jean de Limur
- 1942 : L'assassin habite au 21 d'Henri-Georges Clouzot
- 1942 : Lettres d'amour de Claude Autant-Lara
- 1942 : Pontcarral, colonel d'Empire de Jean Delannoy : un invité
- 1943 : Monsieur des Lourdines de Pierre de Hérain
- 1943 : La Malibran de Sacha Guitry
- 1943 : L'Honorable Catherine de Marcel L'Herbier : un dîneur
- 1945 : Le Capitan de Robert Vernay : un garde
- 1949 : La Belle que voilà de Jean-Paul Le Chanois
- 1949 : Occupe-toi d'Amélie de Claude Autant-Lara
- 1949 : La Valse de Paris de Marcel Achard
- 1950 : Identité judiciaire d'Hervé Bromberger : un coiffeur
- 1950 : Le Roi Pandore d'André Berthomieu : un invité
- 1950 : Le Château de verre de René Clément : un danseur
- 1952 : Coiffeur pour dames de Jean Boyer : un invité

Contributions non créditées aux génériques:
- Dans la danse du tapis d'Hôtel du Nord (1938), vers la 85e minute. C'est d'ailleurs lui qui termine la danse et emmène le tapis.
- Dans La Main du diable (1943), à la 41e minute.
- Dans Une histoire d'amour (1951), au bras d'un marin à 1:23:35.